# Nina Radojčić
 (mars 2017).
Si vous disposez d'ouvrages ou d'articles de référence ou si vous connaissez des sites web de qualité traitant du thème abordé ici, merci de compléter l'article en donnant les références utiles à sa vérifiabilité et en les liant à la section « Notes et références ».
Danica Radojčić, surnommée Nina, née le 5 août 1989 à Belgrade, est une chanteuse serbe.

## Biographie
Elle était élève d'un centre culturel pour enfants et a participé à de nombreux festivals et concours qu'elle a souvent remportés.
La finale serbe consistait en trois chansons composées par des membres de la famille de Kornelije Kovač, un célèbre auteur-compositeur-interprète serbe ; Kornelije avait d'ailleurs représenté la Yougoslavie en 1974 au sein du groupe Korni Grupa. C'est sa fille Kristina, également grande vedette de la chanson dans son pays, qui a remporté la compétition avec la chanson Čaroban (Magique) interprétée par Nina.
Elle participe au Concours Eurovision de la chanson pour la Serbie en 2011,.